# Lubizhda e Hasit
Lubizhda e Hasit (albanisch auch Lubizhdë e Hasit, serbisch Љубижда Хас Ljubižda Has) ist eine Ortschaft in der kosovarischen Gemeinde Prizren.

## Geographie
Lubizhda e Hasit befindet sich in einer Art Talkessel, welcher sich lediglich im Norden öffnet, wo sich die Dörfer Kabash i Hasit und Dedaj anschließen, östlich angrenzend liegt erhöht Karashëngjergj. Im Süden und Westen erhebt sich das Hochland Has relativ steil zum Berg Pashtrik, dessen Gipfel rund sechs Kilometer von Lubizhda e Hasit entfernt ist.

## Geschichte
Nach der Eroberung Kosovos durch das Königreich Serbien während des Ersten Balkankrieges 1912 richtete die serbische Regierung eine Militärverwaltung vor Ort ein. Dabei wurde eine eigene Gemeinde Ljubižda Has geschaffen, welche zudem die Dörfer Dedaj, Kabash i Hasit, Kushnin und Romaja umfasste. Die Gemeinde gehörte zum Srez Has des übergeordneten Okrug Prizren. Diese Verwaltungsgliederung bestand bis zum 6. Januar 1929, als das Gebiet Teil der neu geschaffenen Vardarska banovina innerhalb des Königreich Jugoslawiens wurde.

## Bevölkerung
Die Volkszählung von 2011 ermittelte in Lubizhda e Hasit 2719 Einwohner, von denen sich alle (100 %) als Albaner bezeichneten.
| Census    | 1919       | 1948  | 1953  | 1961          | 1971          | 1981          | 1991  | 2011        |
| --------- | ---------- | ----- | ----- | ------------- | ------------- | ------------- | ----- | ----------- |
| Einwohner | 579        | 909   | 952   | 1040          | 1331          | 1739          | 2166  | 2719        |
| Albaner   | 579(100 %) | k. A. | k. A. | 1038(99,81 %) | 1329(99,85 %) | 1737(99,89 %) | k. A. | 2719(100 %) |